# سلطنة الواحدي
السلطنة الواحدية هي إحدى السلطنات القرشية التي كانت قائمة من القرن الخامس عشر الميلادي وحتى العام 1967م   قبل جمهورية اليمن الديمقراطية الشعبية واستحداث محافظة شبوة وهي الآن جزء من اليمن. 

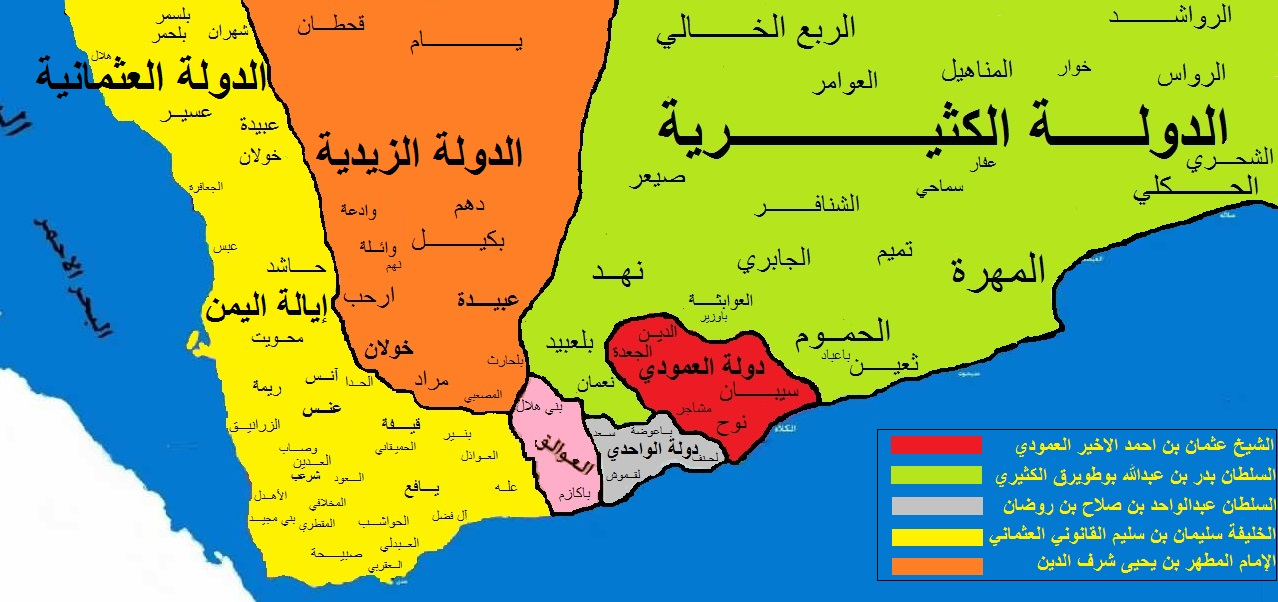

في القرن 19 تم تقسيمها إلى عدة سلطنات، وهي:
- سلطنة الواحدي في بالحاف
- سلطنة الواحدي في عزان
- ولاية الواحدي في بير علي
- سلطنة الواحدي في حبان